# Jacques Cornu

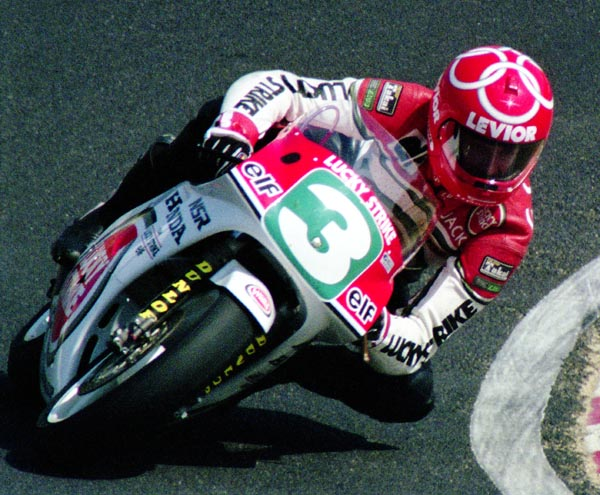
Jacques Cornu tijdens de Grand Prix van Japan 1990.

Jacques Cornu (Aigle, 15 mei 1953) is een Zwitsers voormalig motorcoureur. Hij is drievoudig Grand Prix-winnaar in het wereldkampioenschap wegrace.

## Carrière
Cornu begon zijn motorsportcarrière in het Zwitsers kampioenschap wegrace. In 1977 won hij de 500 cc-klasse in dit kampioenschap, om in het daaropvolgende seizoen kampioen te worden in de 250 cc-, 350 cc- en 500 cc-klasses. In 1978 debuteerde hij tevens in het wereldkampioenschap wegrace, toen hij in de 250 cc-klasse in de races in Frankrijk en Tsjecho-Slowakije op een Yamaha reed.
In 1980 reed Cornu voor Yamaha een dubbel programma in het WK in de 250 cc- en 350 cc-klasses. In de 250 cc was een vijfde plaats in Joegoslavië zijn beste resultaat en werd hij met 26 punten achtste in de eindstand. In de 350 cc behaalde hij zijn beste resultaat met een vierde plaats in Tsjecho-Slowakije en werd hij met 21 punten zevende. In 1981 reed hij in de 250 cc enkel in de openingsrace in Argentinië, waarin hij voor Egli zeventiende werd. In de 350 cc bleef hij rijden voor Yamaha en was zijn beste resultaat een vierde plaats in Joegoslavië, waardoor hij met 20 punten achtste werd in het kampioenschap.
In 1982 reed Cornu in vier races van het WK 250 cc, met een vijfde plaats in Frankrijk als beste resultaat, en in een volledig seizoen van de 350 cc, waarin hij in Tsjecho-Slowakije zijn eerste podiumplaats in het WK behaalde. Met 31 punten werd hij zevende in de 350 cc. Daarnaast behaalde hij, samen met Jean-Claude Chemarin, de titel in het FIM Endurance World Championship. In 1983 hield het WK 350 cc op te bestaan en reed Cornu voor Yamaha in zes races van het WK 250 cc. Hier behaalde hij een podiumplaats in Frankrijk, waardoor hij met 32 punten negende werd in de eindstand. Tevens won hij dat jaar de 24 uur van Le Mans Moto voor Kawasaki, samen met Gérard Coudray en Sergio Pellandini.
In 1984 reed Cornu zijn laatste seizoen voor Yamaha in het WK 250 cc. Hij behaalde podiumplaatsen in Joegoslavië, de TT van Assen, Zweden en San Marino. Met 60 punten werd hij zesde in het kampioenschap. In 1985 stapte hij over naar een Honda, waarop hij de rest van zijn carrière doorbracht. Dat jaar waren twee vijfde plaatsen in de TT van Assen en de Grand Prix van Zweden zijn beste resultaten. Met 25 punten werd hij tiende in het kampioenschap. In 1986 behaalde hij een podiumplaats in België en werd hij met 32 punten zevende in de eindstand. In 1987 stond hij enkel in Duitsland op het podium, waardoor hij met 50 punten negende werd.
In 1988 reed Cornu voor het eerst alle races in een seizoen in het WK 250 cc. Hij won dat jaar zijn eerste Grand Prix in Oostenrijk en voegde hier in Frankrijk een tweede zege aan toe. Hiernaast Met 166 punten werd hij achter Sito Pons en Juan Garriga derde in de eindstand. In 1989 won hij de race in België en stond hij in zeven andere races op het podium. Met 187 punten werd hij opnieuw derde, achter Pons en Reinhold Roth. In 1990 reed hij zijn laatste seizoen en waren zijn beste resultaten drie vijfde plaatsen in Japan, België en Frankrijk. Met 86 punten werd hij negende in het kampioenschap. Na zijn motorsportcarrière opende hij een rijschool voor jonge coureurs.